# Jan Ruijs
Jan Ruijs (Macharen, 31 juli 1937) is een Nederlands voormalig voetballer die als doelman speelde.
Ruijs begon bij TOP, waarmee hij van 1955 tot 1957 semibetaaldvoetbal speelde voordat de club terugkeerde naar de amateurs. In januari 1961 ging Ruijs naar N.E.C., waar hij tot 1964 in 26 competitiewedstrijden in actie kwam. Na twee meniscusoperaties beëindigde hij op 29-jarige leeftijd zijn spelersloopbaan en behaalde daarna zijn trainerslicentie. Ruijs werd ook geselecteerd voor het Nederlandse militaire elftal. Hij is woonachtig in Oss. Voor NEC is hij nog geruime tijd actief geweest als scout.